# Anania amphinephela
Anania amphinephela là một loài bướm đêm trong họ Crambidae.